# Academia de Drags (2.ª temporada)
A segunda temporada do reality show Academia de Drags começou a ser exibida originalmente em 18 de abril de 2016, pela internet, via Youtube. O formato do programa faz referência a uma escola comum, mas no segmento de provas no aperfeiçoamento de uma drag queen. O elenco dessa temporada é formado pelas drags e apresentadoras Silvetty Montilla a "Diretora" e Alexia Twister a "Inspetora” e Leyllah Diva Black "assistente de coreografia. Silvetty também comanda o júri, junto ao seu "conselheiro fixo", o maquiador Eliseu Cabral. Henrique Callado vulgo Rick é o "assistente magia" e Luly Fashion, a "repórter especial".
Esta temporada possui 10 participantes que mostraram suas habilidades em canto, moda, caracterização, talento, humor, passarela e personalidade de uma drag queen. A participante Sasha Zimmer foi a grande vencedora do reality, na qual foi premiada com um kit profissional de maquiagem da Catharine Hill, uma peruca de cabelo natural da Lully Hair, um ensaio fotográfico, e uma turnê de shows em diversas casas noturnas do Brasil, que passará pelas cidades de São Paulo, Brasília e Belo Horizonte, além de ser consagrada a drag queen mais completa do país.Mina De Lyon foi vice-campeã, Malonna ficou na terceira colcalçao, e Fefe Houston foi eleita pelo público a Miss arrasa bixa(miss simpatia).
Três dias após sua estreia o "episódio 01" já possuía 100 mil visualizações. Atualmente esta temporada possui uma média de 140 mil visualizações em seus episódios.

## Aulas
As aulas são muitas vezes prefácios da prova final. As aulas fazem referência ao mundo de uma drag queen, na qual são ministradas por um jurado fixo ou por um ou dois jurados convidados que vão estar no júri do referente episódio. Eis as aulas desta temporada:
| Episódio | Data de exibição    | Aula                       | Professor                           |
| -------- | ------------------- | -------------------------- | ----------------------------------- |
| 1        | 18 de abril de 2016 | Moda e Desfile             | Walério Araújo                      |
| 2        | 25 de abril de 2016 | Maquiagem e Caracterização | Ikaro Kadoshi                       |
| 3        | 2 de maio de 2016   | Comédia                    | Agnes Zuliani                       |
| 4        | 9 de maio de 2016   | Canto lírico               | Caio Ferraz                         |
| 5        | 16 de maio de 2016  | Musical                    | Leyllah Diva Black e Alexia Twister |
| 6        | 23 de maio de 2016  | não houve                  | não houve                           |
| 7        | 30 de maio de 2016  | não houve                  | não houve                           |

## Provas
A cada semana as participantes são submetidas a realizam provas (rápidas e principal) imposta pelo programa. Nestas provas são testadas as habilidades em dança, caracterização, talento, humor e personalidade de uma drag queen. Eis as provas desta temporada:
| Episódio | Prova rápida                                   | Vencedora        | Prova final                                     | Vencedora            |
| -------- | ---------------------------------------------- | ---------------- | ----------------------------------------------- | -------------------- |
| 1        | Ensaio fotográfico em duplas.                  | Não divuldado    | Criar uma roupa de papel para um desfile.       | Mackaylla Maria      |
| 2        | Fazer uma maquiagem inspirada em um tecido.    | Sarah Haykman    | Encenar em grupo, sua drag daqui a 50 anos.     | Malonna              |
| 3        | Gongar as participantes da primeira temporada. | Duda Dello Russo | Construir em dupla uma cena imitando um famoso. | Mina De Lyon         |
| 4        | Cantar em um karaokê                           | Sasha Zimmer     | Executar uma paródia de clássicos da opera      | Nathy Dummond        |
| 5        | Customizar uma camiseta para show              | Mina De Lyon     | Performar famosos musicais                      | Mina De Lyon         |
| 6        | Não houve                                      | Não houve        | Montar um programa de TV.                       | Malonna Sasha Zimmer |
| 7        | Não houve                                      | Não houve        | Não houve                                       | Não houve            |

## Participantes (Alunas)
Eis as participantes que são consideradas as "alunas" da 2º temporada de Academia de drags:
(O desempenho adotado deste quadro é referente as notas das participantes)
(Idades na época da exibição)
| Participantes    | Nome Real           | Idade | Cidade Natal        | Episódio | Episódio | Episódio | Episódio | Episódio | Episódio | Episódio    |
| Participantes    | Nome Real           | Idade | Cidade Natal        | 1        | 2        | 3        | 4        | 5        | 6        | 7           |
| ---------------- | ------------------- | ----- | ------------------- | -------- | -------- | -------- | -------- | -------- | -------- | ----------- |
| Sasha Zimmer     | Fábio dos Santos    | 26    | Limeira - SP        | APROV    | APROV    | RECUP    | APROV    | APROV    | VENCEU   | Vencedora   |
| Mina De Lyon     | Luis de Souza       | 27    | Curitiba - PR       | APROV    | APROV    | VENCEU   | RECUP    | VENCEU   | APROV    | Vice-Campeã |
| Malonna          | André da Silva      | 21    | Belo Horizonte - MG | APROV    | VENCEU   | APROV    | APROV    | APROV    | VENCEU   | 3º Colocada |
| Nathy Dummond    | Natanael Neves      | 24    | Cuiabá - MT         | RECUP    | APROV    | APROV    | VENCEU   | RECUP    | APROV    | 4º Colocada |
| Fefe Houston     | Luiz Riccetto       | 26    | São Paulo - SP      | APROV    | APROV    | RECUP    | APROV    | REPROV   |          | Miss AB     |
| Mackaylla Maria  | Vinicius Pereira    | 26    | Brasília – DF       | VENCEU   | RECUP    | APROV    | REPROV   |          |          | Presente    |
| Sarah Haykman    | Tobias Bertozo      | 29    | Bauru - SP          | APROV    | APROV    | REPROV   |          |          |          | Presente    |
| Duda Dello Russo | Eduardo de Oliveira | 20    | São Paulo - SP      | APROV    | APROV    | REPROV   |          |          |          | Presente    |
| Natasha Sahar    | Renato Nunes        | 23    | Campinas - SP       | APROV    | REPROV   |          |          |          |          | Presente    |
| Barbara Blanko   | Michel Vargas       | 26    | Maringá - PR        | REPROV   |          |          |          |          |          | Presente    |

     A participante foi a vencedora da segunda temporada de Academia de Drag.
     A participante ficou em segundo lugar e foi a vice-campeã da segunda temporada de Academia de Drags.
     A participante foi a terceira ou quarta colocada da segunda temporada de Academia de Drags.
     A participante foi aprovada, avançou para a final, mas não dublou.
     A participante foi considerada a melhor na prova final e foi a vencedora da semana.
      A participante foi uma das melhores mas não venceu a prova final.
      A participante obteve um desempenho ruim, mas não as piores.
      A participante foi uma das piores e esta na recuperação, ficando apta à eliminação.
     A participante foi uma das piores e foi reprovada/eliminada.